# حوزه انتخابیه هشتم میشیگان
حوزه انتخابیه هشتم میشیگان یک حوزه انتخابیه مجلس نمایندگان آمریکا است که در ایالت میشیگان قرار دارد.